# Nakajima Ki-43
Nakajima Ki-43 Hayabusa (tiếng Nhật: 隼, chim cắt) là chiếc máy bay tiêm kích một động cơ đặt căn cứ trên đất liền được Không lực Lục quân Đế quốc Nhật Bản sử dụng trong Thế Chiến II. Tên gọi của Lục quân là "Máy bay Chiến đấu Kiểu 1" (一式戦闘機); còn phe Đồng Minh gọi nó là Oscar. Giống như A6M của Hải quân Nhật Bản, Ki-43 trang bị động cơ hình tròn, có trọng lượng nhẹ, độ cơ động tốt và dễ bay. Ki-43 là một huyền thoại về tính năng tác chiến tại Đông Á vào những năm đầu chiến tranh. Mặc dù vượt trội với nhiều đối thủ nhưng nó lại thiếu giáp bảo vệ và hỏa lực giới hạn cho đến tận những phiên bản cuối của những tháng cuối năm 1944. Nhiều phi công đồng minh thường báo cáo rằng chiếc Ki-43 nhanh nhẹn là một mục tiêu khó diệt nhưng nó dễ dàng bùng cháy và vỡ thành nhiều mảnh khi trúng vài phát đạn. Mặc dù nó chứng tỏ sự kém cỏi khi so sánh với những máy bay chiến đấu đầy uy lực của Đồng minh nhưng Ki-43 lại tiêu diệt nhiều máy bay Đồng minh hơn bất cứ máy bay chiến đấu nào khác của Nhật Bản. Phần nhiều các phi công Aces của không lực lục quân đế quốc Nhật Bản lập được chiến công tiêu diệt máy bay kẻ thù trên Ki-43. Tổng cộng có 5,919 máy bay được chế tạo, rất nhiều chiếc trong số đó đã được sử dụng trong những tháng cuối cùng của cuộc chiến trong nhiệm vụ thần phong cảm tử chống lại các hạm đội Mỹ

## Thiết kế và phát triển
Ki-43 được thiết kế bởi Hideo Itokawa, sau này trở nên nổi tiếng là nhà tiên phong về kỹ thuật tên lửa Nhật Bản. Chiếc Ki-43 mẫu được hoàn thành vào tháng 12 năm 1937, có các đặc tính kỹ thuật thừa hưởng từ chiếc Nakajima Ki-27 phổ dụng trước đó. Các đặc tính được yêu cầu bao gồm tốc độ tối đa 500 km/h (311 mph), tốc độ lên cao 5,000 m (16,400 ft) trong 5 phút và tầm hoạt động 800 km (500 mi). Độ cơ động ít ra cũng phải tương đương như Ki-27.
Chuyến bay đầu tiên vào tháng 1-1939 của chiếc Ki-43 nguyên mẫu thật đáng thất vọng. Các phi công thử nghiệm Nhật Bản than phiền là nó ít cơ động hơn chiếc Nakajima Ki-27 "Nate" và cũng không thật sự nhanh hơn. Theo yêu cầu giải quyết các vấn đề đó, Nakajima đã đưa ra loạt sản phẩm được chỉnh sửa cải tiến suốt từ 1939 đến 1940. Các thay đổi tập trung ở chương trình tiết giảm phần lớn trọng lượng, thân được làm thon hơn với các bề mặt cánh đuôi vuốt lùi về sau hơn và vòm buồng lái mới. Điểm chủ chốt: chiếc máy bay nguyên mẫu thứ 11 được giới thiệu một kỹ thuật vô song: các cánh tà cơ động lái kiểu "cánh bướm" (hay kiểu Fowler), được dùng để gia tăng khả năng chuyển hướng đột ngột. Nguyên mẫu thứ 13 đã kết hợp toàn bộ các thay đổi trên và các thử nghiệm của chiếc máy bay này đưa đến kết quả là Nakajima được chỉ thị đưa Ki-43 vào dây chuyền sản xuất. Các đồ gá lắp khuôn dập dùng để chế tạo Ki-43 được chuyển đến nhà máy Mansyu tại Harbin tại vùng chiếm đóng Mãn Châu Quốc thuộc Nhật Bản
Phiên bản ban đầu được định danh Ki-43-I được chuyển giao từ nhà máy Ota của Nakajima bắt đầu từ tháng 4-1941. Với khả năng cơ động nổi bật được thêm vào, Ki-43-I có một vận tốc lên cao rất ấn tượng nhờ trọng lượng nhẹ của nó. Động lực được cung cấp bởi động cơ Nakajima Ha-25 để quay bộ cánh quạt kim loại 2 cánh 2 bước dịch chuyển. Tốc độ tối đa là 495 km/h (309 mph)tại cao độ 4,000 m (13,160 ft). Ki-43 được trang bị 2 súng máy gắn trên chụp động cơ theo nhiều cấu hình, với 2 súng máy 7.7mm (0.303 in) Kiểu 97, hoặc một súng 12.7mm (0.5 in) Ho-103 và một súng máy 7.7 mm (0.303 in) hoặc là hai súng máy 12.7mm (0.5 in) Ho-103. Máy bay được đưa ra nhiều tiểu định danh để thể hiển những sự khác biệt đó. Cấu hình đưa ra thường thấy nhất vào đầu cuộc chiến là cấu hình hai súng máy 12.7mm (0.5 in) Ho-103 đôi khi được định danh trong phòng thiết kế là Ki-43-I. Súng máy Ho-103 được nạp đạn nổ để gia tăng hiệu quả khi bắn trúng mục tiêu, hiệu quả xuyên phá của nó được dùng để chống lại máy bay đồng minh có vỏ giáp bọc ngoài.
Phiên bản nguyên mẫu của chiếc Ki-43-II bay vào tháng 2-1942. Động cơ Ha-25 được thay thế bởi động cơ Nakajima Ha-115 có công suất lớn hơn, động cơ này được lắp đặt trong một nắp chụp (có dây cung) dài hơn. Động cơ mới quay bộ cánh quạt 3 cánh. Cấu trúc cánh - vốn hay chịu sự hỏng hóc trên phiên bản Ki-43-I - đã được gia cố tăng cường độ cứng cáp và trang bị thêm các giá để treo bom và các thùng nhiên liệu phụ. Chiếc Ki-43-II còn được gắn các tấm giáp dày 13 mm bảo vệ đầu và lưng cho phi công và các thùng nhiên liệu của máy bay đã được phủ một lớp cao su non dùng cho thùng nhiên liệu tự hàn kín. Chỗ ngồi của phi công cao hơn trong mái vòm buồng lái và kính ngắm phản xạ được thay thế cho kính ngắm viễn vọng trước đó. Nakajima bắt đầu sản xuất Ki-43-II tại nhà máy Ota vào tháng 11-1942.[9] Việc sản xuất cũng bắt đầu tại nhà máy Tachikawa Hikoki và Xưởng quân khí lục - không quân số 1 cũng tại Tachikawa. Mặc dù nhà máy Tachikawa Hikoki đã thành công trong việc đưa chiếc Ki-43 vào dây chuyền sản xuất hàng loạt nhưng Xưởng quân khí lục - không quân số 1 lại không thành công lắm, do bị cản trở bởi sự thiếu hụt các nhân công có tay nghề. Cuối cùng được lệnh phải dừng sản xuất sau khi chiếc Ki-43 thứ 49 được chế tạo.[10] Nakajima cuối cùng cũng dừng dây chuyền sản xuất vào giữa năm 1944 do có sự ưu tiên hơn để sản xuất chiếc Ki-84, nhưng Tachikawa vẫn tiếp tục sản xuất Ki-43.
Tachikawa cũng sản xuất Ki-43-III, được lắp đặt động cơ Ha-115-II công suất cao hơn. Tốc độ tối đa gia tăng đến 358 mph (576 km/h). Tachikawa đã sản xuất được 2.124 chiếc Ki-43-II và Ki-43-III từ giữa tháng 4-1944 đến cuối cuộc chiến.[12] Tổng cộng sản lượng của tất cả các phiên bản là 5.919 máy bay.[13]

## Lịch sử hoạt động
Ki-43 là máy bay tiêm kích được sử dụng rộng rãi nhất của Lục quân, được trang bị cho 30 sentai (trung đoàn bay) và 12 chutai (đại đội bay). Phiên bản đầu tiên, Mark I, đưa vào hoạt động năm 1941, Mark II vào tháng 12 năm 1942, II-Kai vào tháng 6 năm 1943, và kiểu Mark IIIa vào mùa Hè năm 1944.
Giống như Zero, Ki-43 ban đầu chiếm được ưu thế trên không trên bầu trời của Malaya, Đông Ấn thuộc Hà Lan, Miến Điện và Tân Guinea. Điều này một phần là do tính năng tốt hơn của chiếc Oscar[15] và một phần cũng do số lượng máy bay sẵn sàng không chiến ít ỏi của Đồng Minh. Trong những tháng đầu tiên của cuộc chiến ở châu Á và Thái Bình Dương, phần lớn trong chúng là P-36 Hawk, Curtiss P-40, Brewster Buffalo, Hawker Hurricane và Curtiss-Wright CW-21. Tuy nhiên khi chiến tranh tiếp diễn, chiếc máy bay cũng chịu những điểm yếu tương tự như Ki-27 và Mitsubishi Zero; vỏ giáp mỏng và thùng nhiên liệu tự hàn kín kém hiệu quả gây nhiều tổn thất trong chiến đấu. Trang bị vũ khí của nó - 2 súng máy - cũng không đủ để chống lại vỏ giáp hạng nặng của máy bay Đồng Minh. Khi máy bay kiểu mới của Đồng Minh như P-47 Thunderbolt, P-38 Lightning, P-51 Mustang, F4U Corsair, F6F Hellcat và mô đen cuối của Supermarine Spitfire/Seafire được đưa vào hoạt động, Nhật Bản buộc phải lui về thế phòng ngự và đa số máy bay được lái bởi phi công thiếu kinh nghiệm. Tiếp theo cho đến hết chiến tranh, phần lớn Hayabusa được sử dụng như máy bay tấn công cảm tử Thần phong.

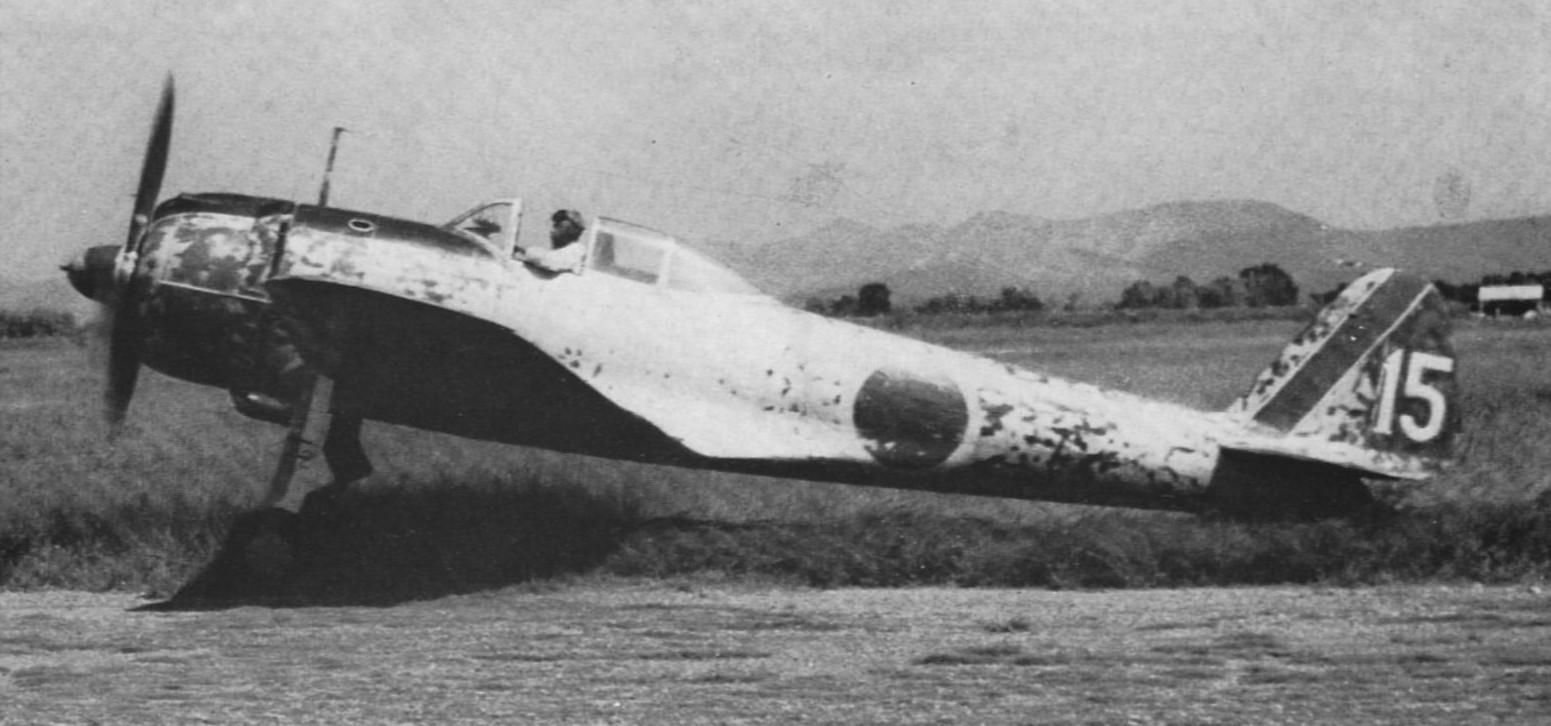
Nakajima Ki-43-II

Ki-43 cũng phục vụ trong vai trò phòng ngự trên không tại Đài Loan, Okinawa và các đảo chính quốc Nhật. Một số kiểu mẫu được cung cấp cho các nước thân Nhật là Thái Lan, Mãn Châu Quốc và chính quyền bù nhìn Trung Hoa Uông Tinh Vệ. Các đơn vị Thái đôi khi chiến đấu chống lại Không lực Mỹ ở miền Nam Trung Hoa..
Hayabusa được ưa thích trong Không lực Nhật vì đặc tính bay dễ dàng và độ cơ động tuyệt vời, và hầu hết các phi công "Ách" của Không lực ghi được chiến công với Hayabusa trong một phần của binh nghiệp. Vào cuối chiến tranh, hầu hết các đơn vị bay Hayabusa được nhận máy bay kiểu Nakajima Ki-84 Hayate ("Frank") để thay thế, nhưng một vài đơn vị bay Hayabusa cho đến hết chiến tranh. Chiến công ghi được nhiều nhất trên chiếc Hayabusa là của Trung sĩ Satoshi Anabuki với 59 chiến công.
Sau chiến tranh một số lượng giới hạn máy bay này cũng phục vụ cho Không quân Pháp trong Chiến tranh Đông Dương.

## Các nước sử dụng
Pháp
- Không quân Pháp

 Manchukuo
- Không quân Mãn Châu Quốc

 Nhật Bản
- Không lực Lục quân Đế quốc Nhật Bản

 Thái Lan
- Không quân Hoàng gia Thái Lan

## Đặc điểm kỹ thuật (Ki-43-II)

Nakajima Ki 43-I

### Đặc điểm chung
- Đội bay: 01 người
- Chiều dài: 8,92 m (29 ft 3 in)
- Sải cánh: 10,84 m (35 ft 7 in)
- Chiều cao: 3,27 m (10 ft 8 in)
- Diện tích cánh: 21,40 m² (230,35 ft²)
- Trọng lượng không tải: 1.975 kg (4.355 lb)
- Trọng lượng có tải: 2.590 kg (5.710 lb)
- Động cơ: 1 x động cơ Nakajima Ha-115 bố trí hình tròn, công suất 1.130 mã lực (890 kW)

### Đặc tính bay
- Tốc độ lớn nhất: 530 km/h (315 mph) ở 4.000 m (13.125 ft)
- Tầm bay tối đa: 3.200 km (1.990 mi)
- Tầm bay chiến đấu: 1.760 km (1.095 mi)
- Trần bay: 11.200 m (36.750 ft)
- Tốc độ lên cao: 16,5 m/s (3.240 ft/min)

### Vũ khí
- 2 x súng máy Ho-103 12,7 mm trên nắp động cơ với 250 viên đạn mỗi khẩu, tốc độ bắn 400 viên/phút, hoặc
- 1 x súng máy 12,7 mm và 1 x súng máy Kiểu 89 7,7 mm.
- 2 x bom 250 kg (550 lb)

## Nội dung liên quan

### Máy bay liên quan
- Nakajima Ki-27
- Nakajima Ki-44
- Nakajima Ki-84

### Máy bay tương tự
- Bloch MB.152
- Curtiss P-36
- Curtiss-Wright CW-21
- IAR 80
- Macchi MC.200
- Mitsubishi A6M
- Polikarpov I-180
- Reggiane Re.2000

### Trình tự thiết kế
Ki-40 -
Ki-41 -
Ki-42 -
Ki-43 -
Ki-44 -
Ki-45 -
Ki-46

### Danh sách liên quan
- Danh sách máy bay chiến đấu
- Danh sách máy bay quân sự Nhật Bản
- Danh sách máy bay trong Chiến tranh Thế giới II
- Danh sách máy bay tiêm kích
- Danh sách máy bay của Nhật Bản, Chiến tranh Thế giới II